# Albert Georg Ferdinand Wandersleben
Albert Georg Ferdinand Wandersleben (* 5. Oktober 1835 in Königsberg i. Pr.; † 6. Juli 1900) war ein deutscher Reichsgerichtsrat.

## Leben
Er studierte unter anderem an der Albertus-Universität Königsberg Rechtswissenschaft. Im Wintersemester 1856/57 war er Mitglied der Burschenschaft Germania Königsberg. 1859 wurde er auf den preußischen Landesherrn vereidigt. 1868 wurde er Kreisrichter und 1876 Kreisgerichtsrat in Braunsberg. 1879 ernannte man ihn im Zuge der Reichsjustizgesetze zum Amtsgerichtsrat. 1887 wurde er zum Oberlandesgerichtsrat in Königsberg befördert. An das Reichsgericht kam er Februar 1895 als Rat. Er war im IV. und im VII. Zivilsenat tätig. Er ist im Amt verstorben.

## Werke
- Das Aufgebotsverfahren in Theorie und Praxis, 2 Auflagen Berlin, 1881, 1884.
- Ueber § 648 II. 1 des Allgemeinen Landrechts. Beiträge zur Erläuterung des deutschen Rechts, Jahrgang 16 = Neue Folge, Jahrgang 1 (1872), S. 877.
- Ueber den § 218 II. 2 A. L. R. Beiträge zur Erläuterung des deutschen Rechts, Jahrgang 17 = Neue Folge, Jahrgang 2 (1873), S. 186.
- Die Behandlung der Fundsachen. Beiträge zur Erläuterung des deutschen Rechts, Jahrgang 25 = 3. Folge, Jahrgang 5 (1881), S. 872